# Gare de Toulon Saint-Jean-du-Var
La gare de Toulon Saint-Jean-du-Var est une ancienne gare ferroviaire française de la ligne de chemin de fer Toulon - Saint-Raphaël des Chemins de fer de Provence (CP), située sur le territoire de la commune de Toulon dans le quartier de Saint-Jean-du-Var, dans le département du Var en région PACA.

## Histoire

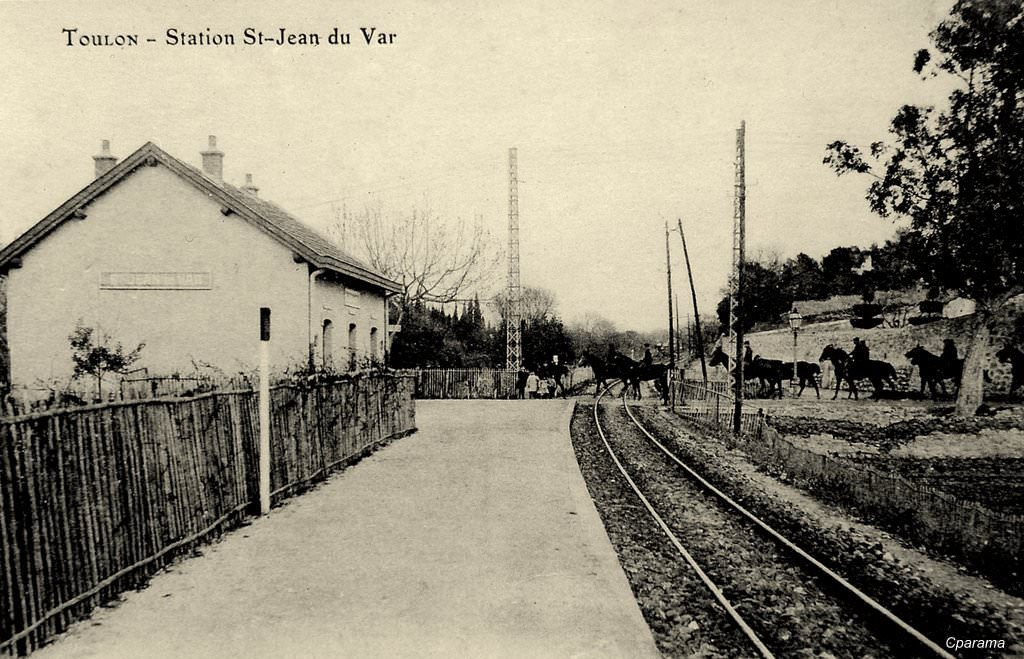
Vue du bâtiment voyageur.

La gare est mise en service lors du prolongement de la ligne Hyères - Saint-Raphaël à Toulon 6 août 1905 avec quatre autres gares desservant également l'est toulonnais (Saint-Jean-du-Var, Les Ameniers, Pont du Suve, Sainte-Marguerite, Pont de la Clue). Elle possède un bâtiment voyageur d'un type standardisé qu'elle partage avec ces quatre autres gares.
Désaffectée à la fermeture de la ligne en 1948, le bâtiment voyageur a été démoli dans la première moitié des années 1960 lors des travaux de construction de l'autoroute A57 (A54 à l'origine).